# Regie-Stadion
Das Regie-Stadion (rumänisch Stadionul Regie) ist ein Fußballstadion in der rumänischen Hauptstadt Bukarest. Es bietet Platz für 10.200 Zuschauer und wurde vornehmlich vom Fußballverein Sportul Studențesc als Austragungsort für Heimspielstätte genutzt.

## Geschichte

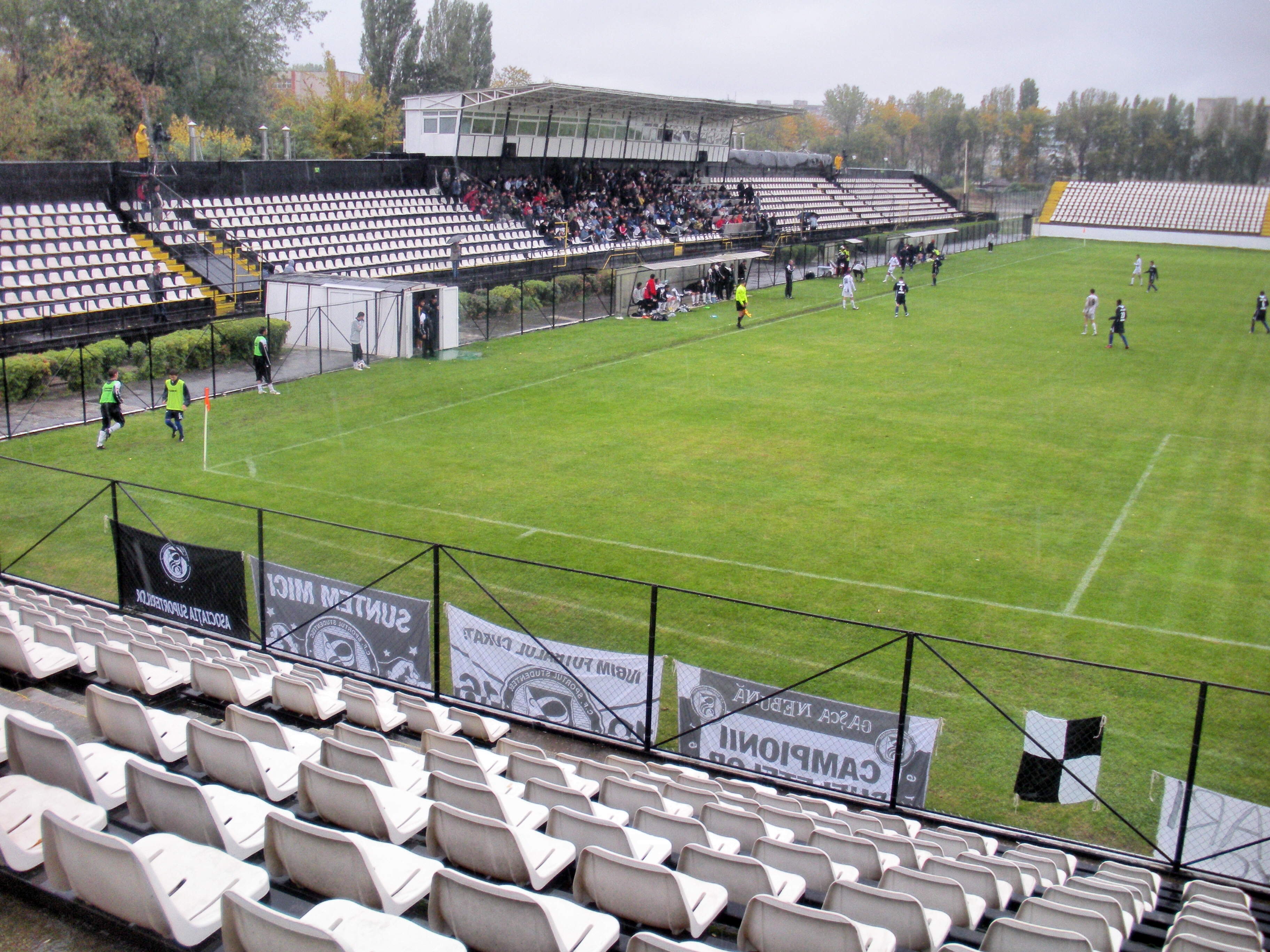
Blick ins Stadion

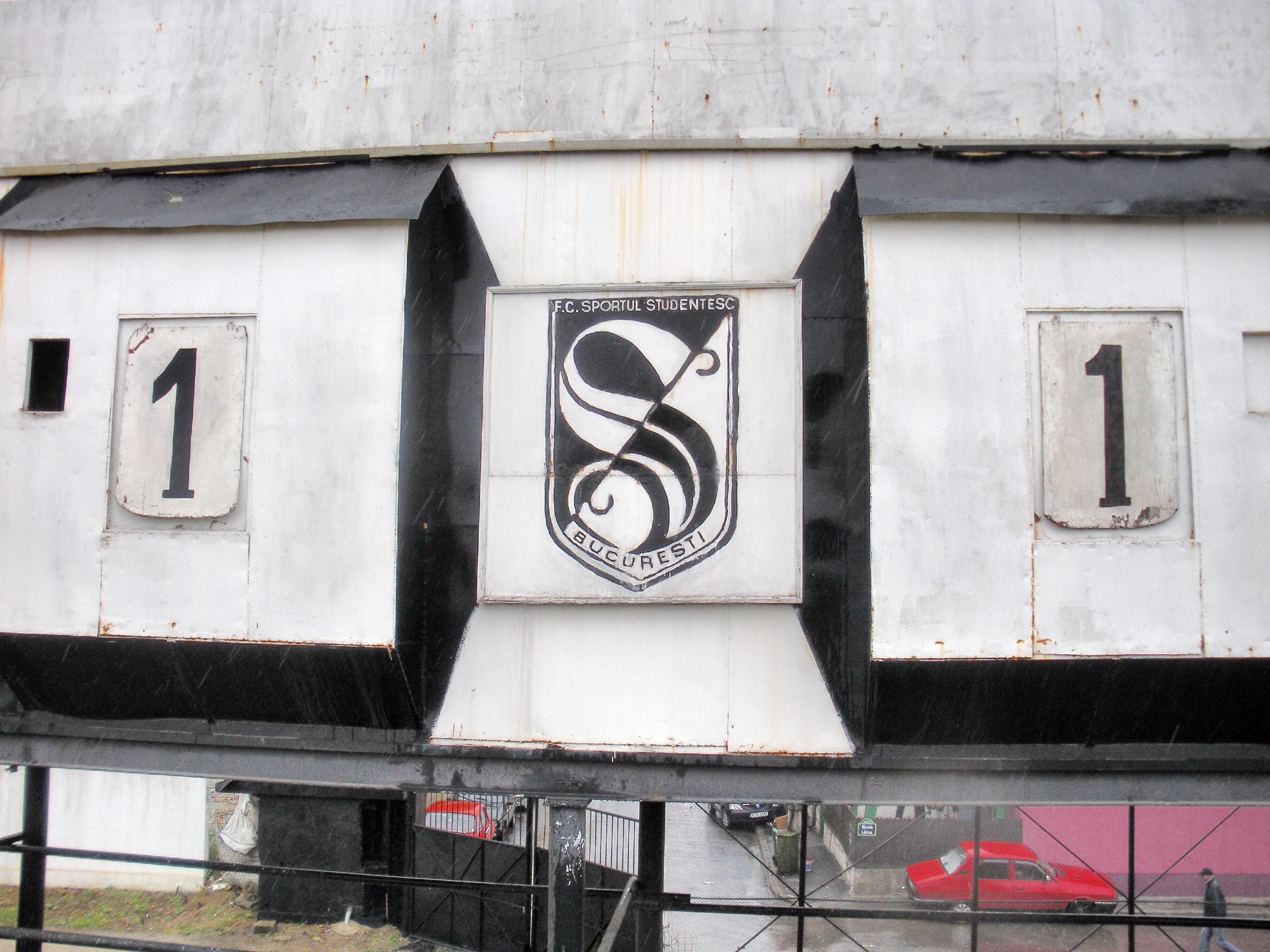
Anzeigetafel des Regie-Stadions

Das Regie-Stadion in Bukarest wurde im Jahre 1920 erbaut und noch im gleichen Jahr eröffnet. Gleich nach der Fertigstellung der Sportstätte begann der erst vier Jahre zuvor gegründete Fußballverein Sportul Studențesc, einer der vielen Bukarester Vereine in Rumäniens Erstligafußball, seine Heimspiele hier auszutragen. Bis heute konnte der Verein noch nie die rumänische Fußballmeisterschaft gewinnen, der größte Erfolg ist ein zweiter Platz in der Saison 1985/86. Auch im rumänischen Fußballpokal erreichte man dreimal das Finale, unterlag dabei aber jeweils. Aktuell spielt Sportul Studențesc in der ersten Liga in Rumänien, der Liga 1, wo man in der abgelaufenen Saison nur aufgrund des Lizenzentzuges von Gloria Bistrița und dem FC Timișoara die Klasse hielt. Zu Beginn der Saison 2011/12 trug auch Rapid Bukarest einige Heimspiele im Regie-Stadion aus, da eine Nutzung der vereinseigenen Spielstätte nicht in Betracht gezogen wurde.
Im Regie-Stadion fanden bereits einige wichtige Spiele statt. So wurde hier zweimal das Endspiel im rumänischen Fußballpokal ausgetragen. 1992 gewann Steaua Bukarest mit 3:2 nach Verlängerung gegen Politehnica Timișoara, zwei Jahre darauf war Gloria Bistrița mit 1:0 gegen Universitatea Craiova erfolgreich. Bei den einzigen drei Europapokalteilnahmen von Sportul Studențesc fanden im Regie-Stadion jeweils drei Spiele statt. Am dritten Dezember 1985 war das Stadion Schauplatz des ersten Europapokalauftrittes von Sportul Studențesc, das Spiel gegen den Schweizer Vertreter Neuchâtel Xamax im Rahmen der ersten Runde des UEFA-Pokals 1985/86 endete 4:4-Unentschieden. Da Neuchâtel jedoch das Hinspiel 3:0 gewonnen hatte, setzten diese sich durch. Ein Jahr später sah das Regie-Stadion zwei Spiele von Sportul Studențesc, einen 1:0-Erfolg gegen Omonia Nikosia in der ersten Runde und eine 0:3-Pleite gegen KAA Gent in der zweiten Runde, wo das Aus gegen die Belgier kam. Im Verlauf des UEFA-Pokals 1987/88 waren GKS Katowice aus Polen, Brøndby IF aus Dänemark und Hellas Verona aus Italien zu Gast. Gegen die Dänen siegte Bukarest im Elfmeterschießen, nachdem man vor heimischem Publikum einen 0:3-Rückstand aus dem Hinspiel wettmachen konnte. Gegen Hellas Verona, zwei Jahre zuvor italienische Meister, kam dann aber das Aus.
Das Regie-Stadion, in der Landessprache als Stadionul Regie bekannt, bietet heutzutage Platz für 10.200 Zuschauer. Diese Kapazität wurde im Rahmen von Modernisierungsarbeiten bedingt durch den Aufstieg von Sportul Studențesc in die Liga 1 im Jahre 2004 erreicht. Zuvor hatten hier 15.000 Schaulustige Platz gefunden. Bis 1972 umgab das Spielfeld des Regie-Stadions zudem eine Tartanbahn zur Austragung von Leichtathletikwettkämpfen. Diese wurde in besagtem Jahr entfernt, weiterhin wurden zwei Tribünen gebaut.